# سفارة السويد في جورجيا
سفارة السويد في جورجيا هي أرفع تمثيل دبلوماسي لدولة السويد لدى جورجيا. تقع السفارة في وهي تهدف لتعزيز المصالح السويدية في جورجيا.

## وصلات خارجية
- قائمة سفارات السويد
- قائمة السفارات في جورجيا